# Diospyros aequoris
Diospyros aequoris là một loài thực vật có hoa trong họ Thị. Loài này được Standl. mô tả khoa học đầu tiên năm 1935.